# Мюллер, Каролина
Каролина Мюллер (швед. Caroline Müller, 5 февраля 1755 — 17 ноября 1826) — датская оперная певица и актриса, одна из величайших оперных певиц Швеции.

## Биография
Каролина Фредерика Халле родилась в 1755 г. в Копенгагене. Она была незаконнорожденной дочерью Кристиана Фредерика Халле и Йоханны Кристины Хансдаттер, приходилась сводной сестрой актёру Фердинанду Линдгрену. Её отчим Томас Йесперсен работал машинистом в Королевском театре Дании и в 1761 г. устроил её учиться в Датский королевский балет. Вскоре она уже исполняла небольшие детские роли. Правда, в театре не было специализированной школы, и Каролина училась декламации у Доротеи Биль, а драматическому искусству у Элизабет Катрины Амалии Розе.
Каролина впервые выступила как актриса в возрасте 13 лет, исполнив роль Перниллы в Den stundesløse Людвига Хольберга в сезоне 1768—1769 гг. Она имела успех и вскоре стала ведущей субреткой в театре. В 1771 г. она выступила и как оперная певица в Tronfølgen i Sidon Джузеппе Сарти. С 1773 г. в театре была организована оперная школа, и Каролина брала уроки у Михеля Анжело Потенцы.
В 1773 г. Каролина покинула свою мать и в следующем году вышла замуж за музыкального режиссёра и секретаря Томаса Кристиана Вальтера. Этот брак продлился два года, пока Томас не уехал из Дании.
Всего Каролина на сцене исполнила 124 роли: как субретка, в трагикомедиях, ведущие женские партии в операх. Как оперная певица она выступала с концертами при датском королевском дворе. Считается, что она оказала большое влияние на великолепную эпоху датской оперы 1770-х гг. и была одной из величайших артисток сцены наряду с Биргиттой Винтер и Катариной Фрюдендаль.
В 1777 г. руководителем Королевского датского театра стал генерал фон Экстедт. Он стал препятствовать карьере Каролины, поскольку желал продвинуть на ведущие роли свою любовницу Катарину Фрюдендаль и отдавал ей роли Каролины. Конфликт достиг апогея, когда фон Экстедт отказался принять в оркестр любовника Каролины немецкого скрипача Кристиана Фридриха Мюллера, вынудил его покинуть Данию и воспрепятствовал разводу Каролины с давно покинувшим её мужем — руководство театра опасалось, что она покинет театр, выйдя замуж за иностранца.
Каролина получила развод только в 1780 г. Кристиан Мюллер уехал в Швецию, Каролина последовала за ним, и они поженились в Гётеборге. В этом браке родилась девочка, названная Каролиной.
В том же 1780 г. Каролина была принята в Королевскую оперу в Боллхусете, где она выступила в Альцесте Кристофа Глюка. Несмотря на датский акцент, её выступление было успешным. В 1782 г. после выступления в новом здании Королевской оперы она с мужем неожиданно разорвали контракт и уехали в Лондон, скрываясь от кредиторов. В Лондоне она стала первой оперной певицей родом из Скандинавии. В 1783 г. она вернулась обратно в Швецию, когда король Густав III пообещал ей защиту от кредиторов и повысил жалованье, а её мужа поставил на должность королевского капельмейстера.
Когда Элизабет Олин оставила оперную сцену, Каролина фактически заменила её на позиции примы Королевской оперы. Она выступала в постановках итальянских, французских, немецких и шведских композиторов, в том числе самого Густава III. Среди её лучших выступлений — это роли в Армиде и Ифигении в Авлиде Глюка, роль Кристины Юлленшерны в Густаве Васе. Последнее её выступление состоялось в 1810 г. в роли Кристины Юлленшерны при провозглашении короля Карла XIV Юхана.
По завершении оперной карьеры Каролина принимала учеников, была директором актёрской школы Dramatens elevskola, сменив Софию Ловису Гро — это был период расширения и развития школы. В 1788 г. Каролина была выбрана придворной певицей и вместе с мужем была введена в Королевскую Шведскую академию.
Каролина Мюллер ушла из жизни в 1826 г.